# 明祖陵镇
明祖陵镇，是中华人民共和国江苏省淮安市盱眙县下辖的一个乡镇级行政单位。2018年7月撤消，并入淮河镇。

## 行政区划
明祖陵镇下辖以下地区：
仁集社区、龚庄社区、伏湖村、明祖陵村、项魏村、渡口村、沿淮村、仁和村、费庄村和沙巷村。